# 22488 Martyschwartz
22488 Martyschwartz este un asteroid din centura principală de asteroizi.

## Descriere
22488 Martyschwartz este un asteroid din centura principală de asteroizi. A fost descoperit pe 7 aprilie 1997 la Socorro, New Mexico, în cadrul proiectului LINEAR. Asteroidul prezintă o orbită caracterizată de o semiaxă mare de 2,99 ua, o excentricitate de 0,06 și o înclinație de 10,7° în raport cu ecliptica.